# رچد
رچد یک مجموعه تلویزیونی هیجانی روانشناختی آمریکایی است که در مورد شخصیتی به همین نام از رمان «پرواز بر فراز آشیانه فاخته» نوشته کن کیسی ساخته شده‌است که در سال ۱۹۶۲ منتشر شد. این مجموعه توسط اوان رومانسکی ساخته شده و توسط رایان مورفی توسعه داده شده‌است، سارا پلسون به عنوان نقش اصلی بازی می‌کند. رچد برای دو فصل آماده تولید شده‌است. اولین فصل مجموعه ۱۸ سپتامبر سال ۲۰۲۰ در نتفلیکس پخش شد.

## داستان
Ratched یک سریال درام پر تعلیق است که داستان منشأ پرستار پناهندگی میلدرد راچد را روایت می کند. در سال 1947، میلدرد به کالیفرنیای شمالی می‌رسد تا در یک بیمارستان روانی پیشرو که در آن آزمایش‌های جدید و ناراحت‌کننده‌ای روی ذهن انسان آغاز شده است، استخدام شود. در یک ماموریت مخفی، میلدرد خود را به عنوان تصویر کاملی از آنچه یک پرستار فداکار باید باشد معرفی می کند، اما چرخ ها همیشه در حال چرخش هستند و زمانی که او شروع به نفوذ به سیستم مراقبت های بهداشت روانی و افراد درون آن می کند، نمای بیرونی شیک میلدرد تاریکی فزاینده ای را رد می کند. مدت‌هاست که در درون دود می‌شود و نشان می‌دهد که هیولاهای واقعی ساخته می‌شوند، نه متولد می‌شوند.

## بازیگران و شخصیت‌ها

### اصلی
- سارا پالسون در نقش :

پرستار میلدرد راچد، پرستاری که توسط دکتر هانوفر برای کار در بیمارستان دولتی لوسیا استخدام می‌شود.
- فین ویتراک نقش :

ادموند تولسون، برادر قاتل و از نظر ذهنی بی‌ثبات رچد، یک زندانی در بیمارستان دولتی لوسیا.
- سینتیا نیکسون در نقش :

گووندولین بریگز، دبیر مطبوعاتی فرماندار ویلبرن و مدیر مبارزات و علاقه عشق راتچد.
- جون جون بریونز در نقش دکتر ریچارد هانوفر.
- چارلی کارور در نقش : هاک فینیگان
- جودی دیویس در نقش : پرستار بتسی باکت
- شارون استون نقش لنوره : اوسگود

## تولید

### توسعه
در تاریخ ۶ سپتامبر ۲۰۱۷، اعلام شد که نتفلیکس برای دو فصل این مجموعه را سفارش داده‌است. گزارش شده که نتفلیکس در یک مناقصه بر سر هولو و اپل که همچنین علاقه‌مند به توسعه این پروژه بودند، پیروز شد. این مجموعه توسط ایوان رومانسکی ساخته شده‌است. سرانجام فیلمنامه وی توسط رایان مورفی تهیه‌کننده تلویزیونی دریافت شد. شرکت‌های تولیدی درگیر این مجموعه شامل استودیوهای تلویزیونی فاکس ۲۱، شرکت Saul Zaentz و رایان مورفی پروداکشن بودند. مک کوئیل، که به‌طور مکرر با مورفی همکاری داشته، آهنگسازی سریال را بر عهده داشته‌است.

### نقش‌ها
به همراه سفارش سری اول مجموعه تأیید شد که سارا پاولسون در نقش اصلی پرستار رچد انتخاب شده‌است. در ۱۱ دسامبر ۲۰۱۸ گزارش شد که فین ویتروک و جون بریونز به جمع بازیگران سریال پیوسته‌اند. در ۱۴ ژانویه ۲۰۱۹، اعلام شد که چارلی کارور، جودی دیویس، هریت هریس، سینتیا نیکسون، هانتر پریش، آماندا پلامر، کوری استول و شارون استون برای بازی در این سریال انتخاب شده‌اند. در فوریه ۲۰۱۹، گزارش شد که رزانا آرکت، وینسنت دن آفریو، دان چیدل، آلیس انگلرت نیز برای بازی در این سریال انتخاب شده‌اند. در تاریخ ۲۹ ژوئیه سال ۲۰۲۰، گزارش شد که سوفی اوکوندو، لیز فمی و براندون فلین برای نقش‌های مکرر انتخاب شدند.

### فیلمبرداری
فیلمبرداری اولین فصل در اوایل سال ۲۰۱۹ در لس آنجلس و استودیوی فاکس قرن ۲۰ انجام شد. یکی از مکان‌های فیلمبرداری، خانه تاریخی آدامسون در مالیبو بود.

## انتشار
اولین بار پخش سریال در ۱۸ سپتامبر سال ۲۰۲۰، پس از انتشار پیش پرده رسمی در ۴ اوت پخش شد.

## بازخوردها

### بیننده مخاطب
در اولین هفته اکران، رچد در رتبه‌بندی نیلسن در رده اول قرار گرفت که اعلام کرند که نمایش مجموعه در مجموع ۹۷۲ میلیون دقیقه دیده شده‌است. طبق گفته نتفلیکس، این مجموعه در چهار هفته اول ۴۸ میلیون نفر بازدید داشته‌است.